# Acerosodontosaurus
Acerosodontosaurus är ett utdött släkte av Diapsida reptiler som levde under äldre Perm i Madagaskar. Den är känd eftersom man enbart har funnit ett enda skelett samt ett krossat kranium tillsammans med delar av en kropp och leder från ett ungdjur. Acerosodontosaurus kunde bli upp mot 60-70 cm lång och såg mycket ut som en ödla i utseende. Fossil har hittats i marina fyndigheter vilket indikerar om att den var ett vattenlevande djur. 